# Lhomme (Sarthe)
Lhomme és un municipi francès situat al departament del Sarthe i a la regió de País del Loira. L'any 2007 tenia 963 habitants.

## Demografia

### Població
El 2007 la població de fet de Lhomme era de 963 persones. Hi havia 424 famílies de les quals 120 eren unipersonals (60 homes vivint sols i 60 dones vivint soles), 160 parelles sense fills, 116 parelles amb fills i 28 famílies monoparentals amb fills.
La població ha evolucionat segons el següent gràfic:
Habitants censats

### Habitatges
El 2007 hi havia 534 habitatges, 425 eren l'habitatge principal de la família, 95 eren segones residències i 14 estaven desocupats. 525 eren cases i 7 eren apartaments. Dels 425 habitatges principals, 350 estaven ocupats pels seus propietaris, 66 estaven llogats i ocupats pels llogaters i 9 estaven cedits a títol gratuït; 6 tenien una cambra, 31 en tenien dues, 138 en tenien tres, 152 en tenien quatre i 99 en tenien cinc o més. 353 habitatges disposaven pel capbaix d'una plaça de pàrquing. A 182 habitatges hi havia un automòbil i a 187 n'hi havia dos o més.

### Piràmide de població
La piràmide de població per edats i sexe el 2009 era:
| Homes | Edats   | Dones |
| ----- | ------- | ----- |
| 0     | 95 o +  | 0     |
| 4     | 90 a 94 | 4     |
| 12    | 85 a 89 | 16    |
| 12    | 80 a 84 | 8     |
| 16    | 75 a 79 | 24    |
| 48    | 70 a 74 | 44    |
| 28    | 65 a 69 | 48    |
| 28    | 60 a 64 | 28    |
| 16    | 55 a 59 | 12    |
| 36    | 50 a 54 | 24    |
| 24    | 45 a 49 | 28    |
| 20    | 40 a 44 | 24    |
| 40    | 35 a 39 | 28    |
| 24    | 30 a 34 | 24    |
| 12    | 25 a 29 | 40    |
| 16    | 20 a 24 | 24    |
| 24    | 15 a 19 | 32    |
| 28    | 10 a 14 | 32    |
| 16    | 5 a 9   | 24    |
| 8     | 0 a 4   | 12    |

## Economia
El 2007 la població en edat de treballar era de 528 persones, 375 eren actives i 153 eren inactives. De les 375 persones actives 344 estaven ocupades (180 homes i 164 dones) i 31 estaven aturades (14 homes i 17 dones). De les 153 persones inactives 84 estaven jubilades, 43 estaven estudiant i 26 estaven classificades com a «altres inactius».

### Ingressos
El 2009 a Lhomme hi havia 429 unitats fiscals que integraven 948,5 persones, la mediana anual d'ingressos fiscals per persona era de 16.261 €.

### Activitats econòmiques
Dels 20 establiments que hi havia el 2007, 1 era d'una empresa alimentària, 8 d'empreses de construcció, 4 d'empreses de comerç i reparació d'automòbils, 1 d'una empresa d'hostatgeria i restauració, 2 d'empreses de serveis i 4 d'empreses classificades com a «altres activitats de serveis».
Dels 11 establiments de servei als particulars que hi havia el 2009, 2 eren tallers de reparació d'automòbils i de material agrícola, 1 paleta, 2 guixaires pintors, 1 fusteria, 1 lampisteria, 1 electricista, 1 perruqueria, 1 restaurant i 1 saló de bellesa.
Dels 3 establiments comercials que hi havia el 2009, 1 era una botiga de menys de 120 m², 1 una fleca i 1 una carnisseria.
L'any 2000 a Lhomme hi havia 48 explotacions agrícoles que ocupaven un total de 610 hectàrees.

## Equipaments sanitaris i escolars
El 2009 hi havia una escola elemental.

## Poblacions més properes
El següent diagrama mostra les poblacions més properes.